# Fort Ancient
La culture dite de Fort Ancient est une civilisation amérindienne qui s'est épanouie entre 1000 apr. J.-C. et 1750 apr. J.-C. et a occupé des terres principalement situées près de la vallée de la rivière Ohio dans les régions du sud de l'Ohio, du nord du Kentucky, du sud-est de l'Indiana et de l'ouest de la Virginie-Occidentale, des états du Midwest et de l'Est des États-Unis.
Contemporaine de la civilisation mississippienne, elle s'en distingue et est plutôt considérée comme une « culture sœur ». De même, bien que chronologiquement postérieure à la culture Hopewell (entre le IIe siècle av. J.-C. et le Ve siècle apr. J.-C.), il existe des preuves suggérant que les nord-amérindiens de Fort Ancient n'étaient pas les descendants directs de la culture hopewellienne,.

Les indigènes de la civilisation de Fort Ancient auraient introduit la culture du maïs dans l'Ohio et construit le tumulus du Grand serpent.

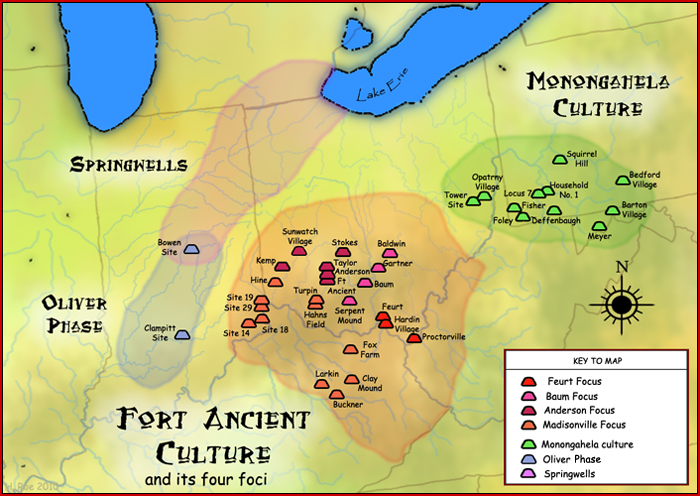
Région culturelle de Fort Ancient, avec certains de ses principaux sites et voisins.

## Nom
Le nom de la culture provient du site archéologique de Fort Ancient dans l'Ohio, site qui auraient été initialement construits et occupés par les habitants de l'Ohio Hopewellien, puis abandonné pendant plusieurs siècles. Il a probablement été réoccupé plus tard par la culture Fort Ancient.
Ce site est situé sur une colline au-dessus de la rivière Little Miami, près de la ville de Lebanon (Ohio).
Malgré son nom, la plupart des archéologues ne croient pas que le site a été utilisé principalement comme forteresse par les cultures qui l'ont utilisé. Il est plus probable que ce soit un lieu de cérémonies.

## Histoire
Phase et périodes : Les archéologues ont déterminé 4 phases de développement articulées en 3 périodes :
- La phase « Croghan » qui recouvre toute la période « Fort Ancient précoce » des XIe et XIIe siècles,
- La phase « Manion » de la période intermédiaire dite « Fort Ancient moyen » des XIIIe et XIVe siècles,
- La phase « Gist » - de Christopher Gist - au début de la période « Fort Ancient tardif » de 1400 apr. J.-C. à 1550 apr. J.-C.
- La phase « Montour » - de Andrew Montour (en)) - de cette même période, de 1550 à 1750 apr. J.-C.

On estime qu'ils n'ont pas fusionné en une société unifiée avant la fin de la période intermédiaire.
Foyers : De même, les experts ont distingués quatre variations locales distinctes dans la culture de Fort Ancient, qu'ils ont nommé « foyers » (de l'anglais focus). Ce sont le foyer Madisonville, le foyer Baum, le foyer Feurt et le foyer Anderson. La culture Fort Ancient peut être subdivisée en au moins 8 phases qui se répartissent en différentes périodes et différentes zones du sud de l'Ohio et des États adjacents. Il y avait une similitude croissante entre les phases de Fort Ancient vers 1650, caractérisées par les artefacts indigènes et les biens commerciaux européens trouvés sur le site de Madisonville.

### Période précoce (environ 1000-1200)

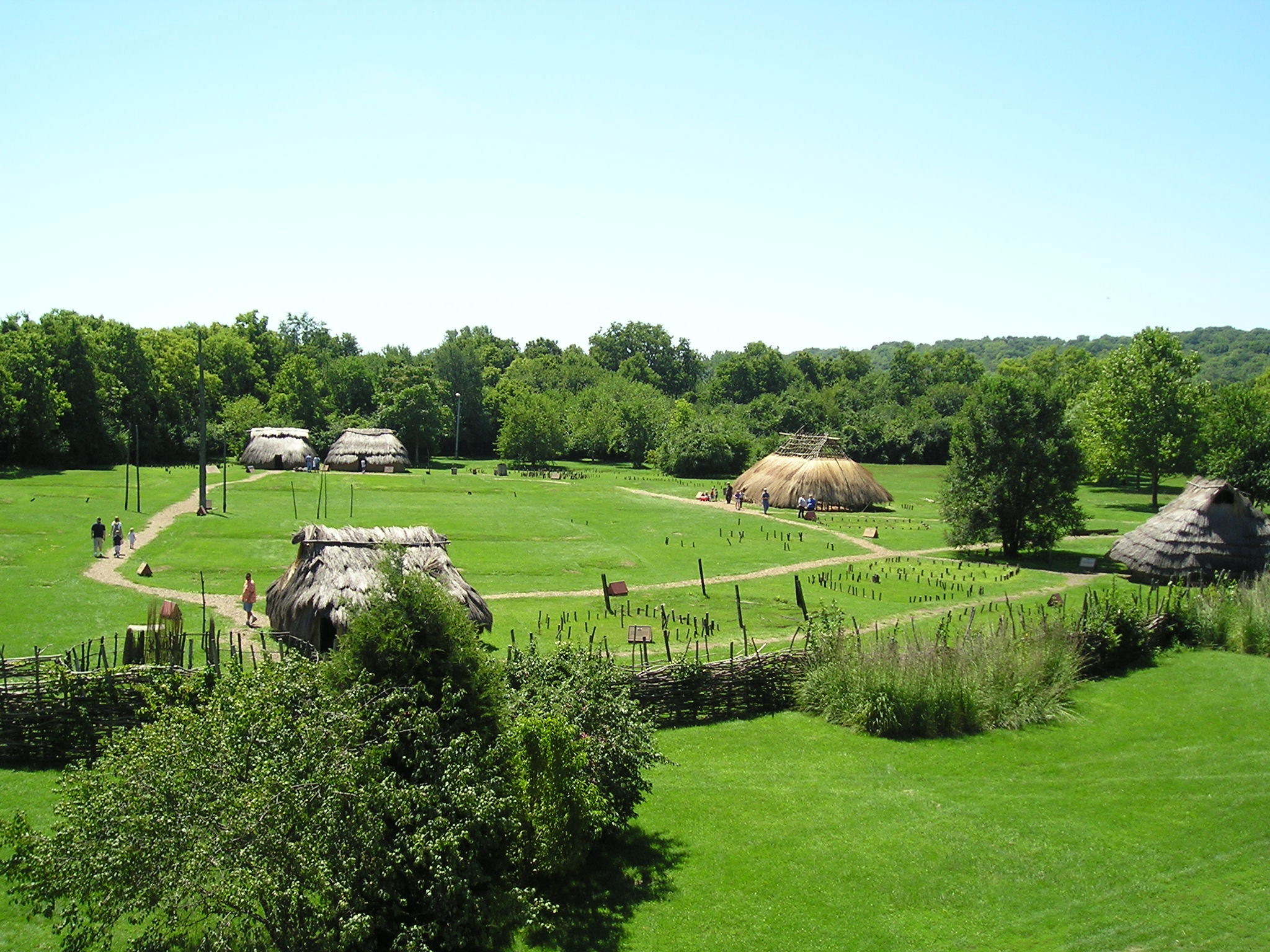
Site de Fort Ancient partiellement reproduit au village indien de SunWatch.

À partir de l'an 1000 environ de notre ère, les derniers groupes de chasseurs-cueilleurs de la période sylvicole dans la vallée centrale de l'Ohio ont adopté la culture du maïs et ont commencé à se sédentariser dans de petits foyers familiaux semi-permanents ne comptant pas plus de 40 à 50 personnes. Ces petites colonies dispersées, situées le long des terrasses surplombant les rivières et parfois sur des plaines inondables, étaient fixées pendant de courtes périodes avant que les groupes ne déménagent vers de nouveaux endroits.
Pendant cette période, les Fort Ancient étaient dispersés dans plusieurs sociétés semi-sédentaires pauvres, vivant dans des villages non palissadés et présentaient de légères variations régionales. Les habitants cultivaient principalement du maïs, des haricots et du tournesol, cette plante étant domestiquée pour la première fois comme source de nourriture dans l'Ohio. La plupart des maisons étaient semi enterrées. Il s'agissait d'un enfoncement de plusieurs pieds dans le sol recouvert d'un toit à ossature de bois garni d'écorce. La datation au carbone a montré que les terres de Fort Ancient en Virginie-Occidentale n'ont commencé à être conquises par eux qu'à la phase suivante.

### Période intermédiaire (environ 1200-1400)
Vers 1200, les petits villages ont commencé à se fondre dans de plus grandes colonies pouvant accueillir jusqu'à 300 personnes et à être occupés pendant de plus longues périodes, peut-être jusqu'à 25 ans. Au cours des phases Croghan et Manion, les maisons étaient des habitations unifamiliales. Plus tard, les bâtiments se sont agrandis et sont devenus des habitations multifamiliales. Les colonies étaient rarement permanentes, car les gens se déplaçaient généralement vers un nouvel endroit après une ou deux générations, lorsque les ressources naturelles entourant l'ancien village étaient épuisées. Les habitants disposaient leurs villages autour d'une place centrale ovale ouverte, entourée de structures domestiques circulaires et / ou rectangulaires faisant face à la place. La disposition des bâtiments dans ses colonies aurait servi de calendrier solaire rudimentaire, marquant les positions des solstices et d'autres dates importantes.

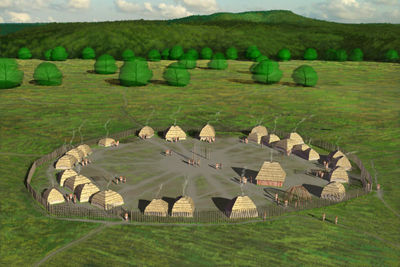
Vue d'artiste du village indien de SunWatch.

Ensuite, les gens ont commencé à construire des plateformes basses à des fins cérémonielles et de nombreux villages ont ajouté des palissades défensives à leurs limites. La place était le centre de la vie du village et l'endroit où se déroulaient des cérémonies, des jeux (comme le chunkey) et d'autres événements sociaux.
À cette époque, les cultures sont devenues beaucoup plus riches, ont commencé à se développer et ont commencé à fusionner en une seule culture continue. Les villages se sont agrandis, sont devenus palissadés et les maisons semi enterrées ont commencé à être progressivement supprimées au profit du style d'habitation indigène que les peuples coloniaux appelleraient le style « cabane ». Il s'agissait d'une habitation rectangulaire au toit en pointe, en adobe ou en bois, et recouverte du même style de toit que les abris semi enterrés.
Simultanément, sur la période 1100–1300, la culture Mississippienne beaucoup plus riche et plus vaste a commencé à déplacer ses centres loin du fleuve Mississippi vers le sud-est américain. De plus, les expansions iroquoiennes venant du nord-est du territoire des Fort Ancient ont amené de nouveaux voisins algonquiens et iroquois dans la région des Fort Ancients. C'est à ce moment également que les Fort Ancients commencent à emprunter fortement à presque toutes les cultures avec lesquelles ils interagissent. Les Fort Ancients de l'est, par exemple, qui enterraient traditionnellement leurs morts sous des tumulus, se mettent à employer des techniques iroquoiennes de momifications et des sépultures à urne. Dans l'ouest de l'Ohio, il y a même de fortes preuves qu'ils ont repris la cérémonie du « maïs vert » aux algonquiens, grande célébration au cours de laquelle une partie de la récolte de maïs non mûri était « sacrifiée » par brûlage et les cendres utilisées pour re-fertiliser les champs.
Vers 1300, cependant, il semble que les enterrements sous tumulus aient été entièrement remplacés par la tradition venue de l'est - via des peuples de langue Siouane - des enterrements sous la maison familiale, coutume également entrée dans la société Monongahela au nord-ouest du territoire des Fort Ancients.

### Période tardive (environ 1400-1750 CE)
C'est la période de la protohistoire dans la vallée du milieu de l'Ohio. À cette époque, les populations autrefois dispersées ont commencé à se regrouper.

#### Phase Gist
Les villages de la phase Gist (1400–1550) sont devenus beaucoup plus grands que pendant la période précédente, avec des populations pouvant atteindre 500 personnes. Les archéologues ont émis l'hypothèse que les plus grands villages palissadés prouvent qu'après 1450, la guerre et les conflits intergroupes ont augmenté, amenant les villageois à consolider leur habitat pour une meilleure protection.
Cette époque est également celle d'un contact accru avec les peuples du Mississippien; certains d'entre eux ont peut-être migré vers les villages de Fort Ancient et s'y sont intégrés. Les artéfacts de Madisonville après 1400 montrent des proportions relativement élevées de bols, de salières, de poignées de sangle triangulaire, de passoires, de poteries peintes en négatif, ou aux rebords crantés et perlés, et de quelques effigies, tous étant des articles et styles qui sont généralement associés aux cultures du Mississippien de la basse vallée de l'Ohio, sur des sites tels que Angel Mounds (en) et Kincaid Mounds (en). Ces sites ont d'ailleurs été abandonnés pendant cette période.
Après 1525, sur le site de Madisonville, site type de la phase de Madisonville, les habitations sont construites à plus petite échelle et en moins grand nombre. Ce changement indiquait que la culture était moins attachée à l'agriculture et à une vie sédentaire. Les érudits croient généralement que les similitudes dans la culture matérielle, l'art, la mythologie et l'histoire orale Chaouanon lient la tribu historique au peuple Fort Ancient, bien qu'il existe également des preuves que cette culture algonquienne puisse être davantage un mélange ou une intrusion dans le territoire, qui aurait pu être auparavant occupé par des Siouans.

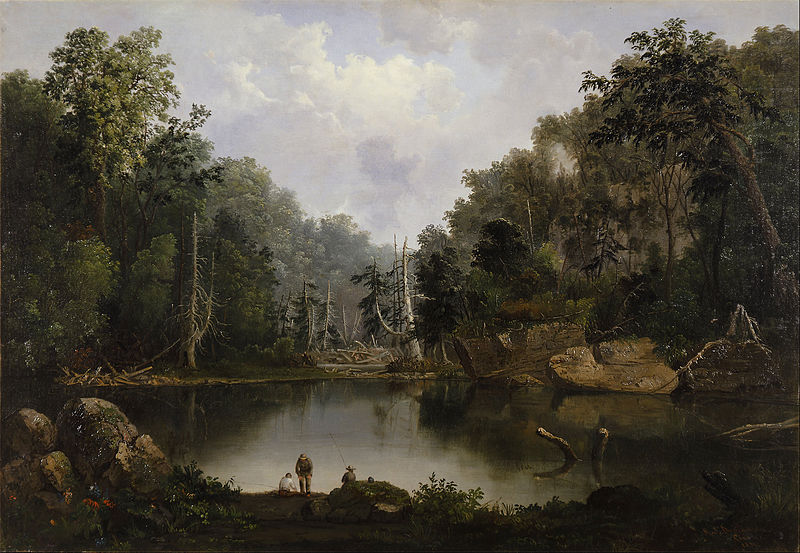
La rivière Little Miami - Huile de Rober Scott Duncanson.

#### Phase Montour
Pendant la phase de Montour (1550–1700), les gens habitaient leurs villages toute l'année, bien que moins densément en hiver que pendant les mois d'été. Cela peut indiquer que pendant l'hiver, des groupes familiaux et des chasseurs peuvent être retournés dans les régions précédemment occupées par leurs ancêtres. Un tel schéma a été observé à des époques historiques, par exemple chez les Miamis et les Potéaouatamis.
Par leur commerce, le peuple Fort Ancient avaient accès à des articles commerciaux européens, tels que le verre, le fer, le laiton et le cuivre, qui ont été trouvés comme objets funéraires sur des sites tels que Lower Shawneetown (en) et Hardin Village (en). De tels artéfacts sont apparus et ont été utilisés dans la région avant l'arrivée des explorateurs ou des colons européens, bien que les peuples de Fort Ancient n'aient pas encore rencontré d'Européens à cette époque, car les premiers habitants connus de la région, entrés en contact avec des explorateurs français ou anglais, étaient la tribu historique des Chaouanons (vers 1707) plus au sud. Malgré l'absence de récits historiques de contact, les chercheurs ont découvert une quantité remarquable de produits fabriqués en Europe sur les sites de Fort Ancient - y compris des articles en laiton et en acier, ainsi que de la verrerie. Les habitants avaient même fait fondre des marchandises anciennes ou cassées et les ont reforgées en de nouveaux articles. Aucune pièce de canon n'a encore été découverte en conjonction avec un site de Fort Ancient.
De même, ils ont pu, comme d'autres groupes à l'intérieur du continent, avoir souffert de nombreux décès dus aux maladies des Européens, transmises entre les Amérindiens par les contacts commerciaux, sans pour autant côtoyer directement Français ou Britanniques. Les chercheurs pensent que la société Fort Ancient, comme les cultures du Mississippien au sud et à l'ouest, a peut-être plutôt été gravement perturbée par les vagues d'épidémies de maladies infectieuses apportées depuis le sud par les conquistadors espagnols au milieu du XVIe siècle.
Les Fort Ancients ont été fortement touchés par la maladie européenne, ainsi que par la période de la guerre des castors. La datation au carbone semble dicter qu'ils ont été anéantis, non pas complètement, mais par vagues. Il n'y a pas eu de relations détaillés par des Français sur des contacts, car ils sont arrivés dans la région à ce moment-là, mais les Français ont noté que la plupart des deux côtés de la vallée de la rivière Ohio étaient couverts de villages de style similaire dans divers états de destruction ou d'abandon,.
Vers 1650, la culture de Fort Ancient était à son apogée. Une seule tribu connue des Fort Ancients a été identifiée par son nom dans les archives historiques : les Ofogoulas, vraisemblablement du sud-est de l'Ohio. Il y a aussi une chance qu'un peuple Siouan appelé Keyauwee (en), qui apparaît aux côtés des Tutelo (une tribu de l'Est Siouan de Virginie occidentale) en Caroline du Nord vers 1700, ait également été de la souche de Fort Ancient.
Au cours des explorations françaises, un indien Winnebagos nommé Tonti leur a dit que ces personnes étaient connues sous le nom de Chonque. La langue Ofo des Ofogoulas est marquée comme étant la seule langue siouan connue à utiliser le son « f », qui est beaucoup plus courant parmi les langues muscogéennes des Mississippiens.

## Sites
Une vingtaine de sites ont été identifiés comme appartenant à la culture Fort Ancien.
| Site                                                     | Image                   | Description |
| -------------------------------------------------------- | ----------------------- | --- |
| Buckner Site (en)                                        |                         | Site de la période intermédiaire situé dans le comté de Bourbon, Kentucky sur la rivière Strodes Creek. Il comprend deux grandes zones de village circulaires, chacune entourant sa propre place centrale et plusieurs petites zones à usage spécial au nord et au nord-est du site. |
| Buffalo Indian Village Site (en)                         |                         | Site avec au moins deux villages des périodes intermédiaire et tardive qui se chevauchent (1300 à 1600) situés près de Buffalo, comté de Putnam, en Virginie occidentale, le long de la rivière Kanawha. |
| Cleek-McCabe Site (en)                                   |                         | Site de la période intermédiaire situé près de Walton dans le comté de Boone, Kentucky avec plusieurs éléments, dont deux monticules et un village. |
| Clover Site (en)                                         |                         | Site de la période tardive du foyer Madisonville, typique de la phase Clover (1550 à 1600) situé près de Lesage dans le comté de Cabell, en Virginie-Occidentale. |
| Feurt Mounds and Village Site (en)                       |                         | Site avec trois tumulus et un village associé, situé dans le comté de Scioto, Ohio. C'est le site type du foyer Feurt. |
| Ancien fort de Lebanon                                   | Fort Ancient Site       | Le site est la plus grande enceinte préhistorique placée au sommet d'une colline aux États-Unis avec 5 600 m de murs dans un complexe de 40 ha 100. Construit par les peuples Hopewell, qui vivaient dans la région à partir du Ier siècle av. J.-C. et l'ont occupé jusqu'au VIe siècle. Des siècles plus tard, pendant la période précoce, un village et un cimetière ont été construits à l'intérieur des remblais. Lorsque les archéologues ont fouillé le site au XIXe siècle, ils ont cru à tort que le « fort » et le village avaient été construits par les mêmes personnes. Il est situé dans le canton de Washington, dans le comté de Warren, dans l'Ohio, le long de la rive est de la rivière Little Miami, à environ 11 km11 km au sud-est de Lebanon sur la route nationale 350. |
| Fox Farm Site (en)                                       |                         | Site de la phase Manion près de Mays Lick dans le comté de Mason, Kentucky. Il se compose d'un grand complexe villageois sur une crête à 2,5 km au sud de la rivière Licking et à 10 km au sud de la rivière Ohio. Le site s'étend sur 10 à 16 ha et a des zones de déchets jusqu'à 80 cm d'épaisseur. |
| Hardin Village Site (en)                                 |                         | Site de la phas Montour situé sur une terrasse de la rivière Ohio près de la rive sud dans le comté de Greenup, Kentucky. Il a été occupé à partir du début des années 1500 et abandonné vers 1625. Pendant son occupation, il couvrait une superficie d'environ 4,5 ha. Comme d'autres villages de Fort Ancient, il était entouré d'une palissade défensive, mais contrairement à d'autres sites, il ne semble pas avoir eu de place ovale centrale. |
| Hobson Site (en)                                         |                         | Situé à 2,5 km au-dessous de Middleport, comté de Meigs, Ohio, sur la rive nord de la rivière Ohio. Il y a des traces mineures d'artéfacts archaïques, sylvicoles et préhistoriques tardifs. Cependant, la composante la plus importante est un village de la phase Feurt datant de 1100 à 1200. |
| Leo Petroglyph (en)                                      | Leo Petroglyph          | Un pétroglyphe de grès contenant 37 images d'humains et d'animaux ainsi que des empreintes de chacun, situé près du petit village de Leo, Ohio, dans le comté de Jackson, Ohio. |
| Lower Shawneetown (en)                                   |                         | Également connu sous le nom de site de Bentley, Shannoah et Sonnontio, il s'agit d'un site archéologique de l'horizon de Madisonville (après 1400) recouvert d'un village shawnee du XVIIIe siècle situé près de South Portsmouth dans le comté de Greenup, Kentucky. |
| Madisonville Site (en)                                   |                         | Un site situé sur les rives de la rivière Little Miami à Mariemont, Ohio. Le site comprend un monticule effigie et les vestiges d'un village. |
| Ronald Watson Gravel Site (en)                           |                         | Un site de la phase intermédiaire du foyer Anderson situé près de Petersburg dans le comté de Boone, Kentucky, sur un coude intérieur d'un méandre de la rivière Ohio,. |
| Clough Creek and Sand Ridge Archaeological District (en) | Sand Ridge Site         | Un site du foyer Madisonville situé le long d'une crête de premier plan à l'ouest de l'ancien pont Union le long de la route entre Cincinnati et Batavia. |
| Tumulus du Grand serpent                                 | Serpent Mound           | Le peuple Fort Ancient a construit le plus grand « tumulus effigie » des États-Unis selon la datation au carbone du charbon de bois trouvé sous le tumulus, |
| SunWatch Indian Village (en)                             | SunWatch Indian Village | Un village reconstitué de Fort Ancient situé à Dayton, Ohio. De nombreuses fouilles archéologiques ont été effectuées ici dans le parc, ce qui a révélé beaucoup de choses sur le peuple Fort Ancient. |
| State Line Archeological District (en)                   | State Line Site         | Un complexe de sites de la phase intermédiaire à l'ouest d'Elizabethtown, Ohio des deux côtés de la frontière Indiana / Ohio, composé de cinq propriétés contributives réparties sur 3 ha. On a découvert que la poterie trouvée sur le site utilisait la trempe de la coquille et avait d'autres caractéristiques telles que des styles de peinture distinctifs et la présence de poteries inspirées des hiboux et des têtes humaines, traits qui impliquent des contacts avec les cultures du Mississippien moyen,. |
| Thompson Site (en)                                       |                         | Site de la phase Croghan situé près de South Portsmouth, Kentucky dans le comté de Greenup, à côté de la rivière Ohio en face de l'embouchure de la rivière Scioto. |
| Turpin Site (en)                                         |                         | Site du foyer de Madisonville, situé près de Newtown, dans le comté de Hamilton, dans l'Ohio. Le site comprend les vestiges d'un village et de multiples tumulus. |

## Aspects sociaux culturels

### Hiérarchie sociale
L'augmentation de la complexité sociopolitique mise en évidence par la construction de tumulus, de sous-structures et de nouveaux aménagements de villages peut indiquer des influences des cultures du Mississippien moyen sur la rivière Ohio (l'étendue la plus au nord-est du Mississippien moyen était le complexe Prather dans les chutes de la région de l'Ohio à 153 km

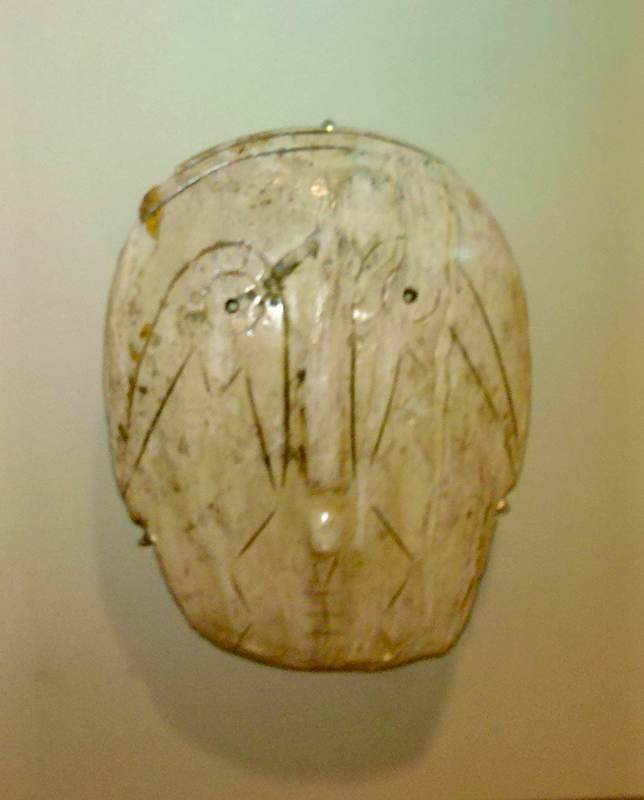
Une gorgerette en coquillage Mississippien trouvé sur un site Fort Ancient dans l'Ohio - Musée et centre culturel du sud de l'Ohio à Portsmouth, Ohio.

Les différences entre les céramiques montrent toutefois qu'il s'agissait d'une culture distincte de celle des peuples du Mississippien moyen Les colonies de Fort Ancient manquaient de traits typiquement mississippiens tels que la centralisation politique et les structures sociales d'élite.
Bien que des individus aient pu atteindre le statut de chef, la culture de Fort Ancient semble avoir été égalitaire. Par exemple, les objets funéraires varient rarement d'un individu à l'autre, ce qui montre que les niveaux sociaux étaient faiblement définis.
Les chercheurs pensent que leurs sociétés étaient organisées en groupes (peut-être en tribus) basés sur la parenté. Si l'organisation sociale était basée sur la parenté, les gens atteignaient probablement un certain statut grâce à des qualités personnelles, telles que le partage / le don, le fait d'être un bon chasseur ou fournisseur de nourriture, le charisme, etc.
Les individus pouvaient atteindre un statut élevé par leurs actes. Ces personnes de haut rang étaient probablement des chefs de communautés et étaient potentiellement responsables de l'organisation du commerce, du règlement des différends entre les autres membres du village et de la présidence des cérémonies.
Les preuves indiquent que le leadership de Fort Ancient ressemblait davantage à celui des Iroquois historiques, où les obligations de générosité laissaient les dirigeants enterrés avec rien de plus que d'autres de leur âge.

### Céramiques
Les peuples de Fort Ancient utilisaient une technique connue sous le nom de poterie en colombins pour fabriquer leurs ustensiles. En effet, aucun groupe amérindien n'a développé le tour des potiers. Les femmes étaient généralement préposées à la poterie. Elles roulaient l'argile en longs boudins, qu'elles employaient pour former le pot, en superposant ces anneaux les uns sur les autres. L'intérieur du récipient étant ensuite lissé à l'aide d'une pierre ronde et lisse, et l'extérieur était lissé à l'aide d'une palette en bois. Le marquage et la gravure sur corde étaient utilisés pour décorer le pot dans des styles caractéristiques de périodes et de peuples particuliers.
Pendant cette période, la poterie se distinguait par des parois plus minces que les poteries précédentes de la période sylvicole. Les formes courantes sont de grands pots de cuisson simples avec des poignées à sangle ou à boucle.
Une caractéristique de la poterie Fort Ancient sont les décorations gravées sur le bord et le col des récipients, consistant en une série de lignes entrelacées, appelées guilloché. Comme cette conception a émergé avec le début de la culture Fort Ancient dans la région, les experts l'utilisent comme caractéristique pour identifier la culture.

Artéfacts de la céramique de Fort Ancient.
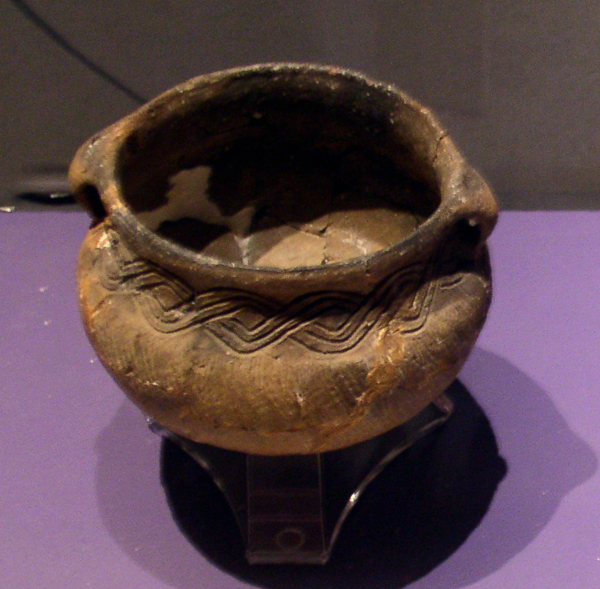
Un petit pot aux motifs guillochés.
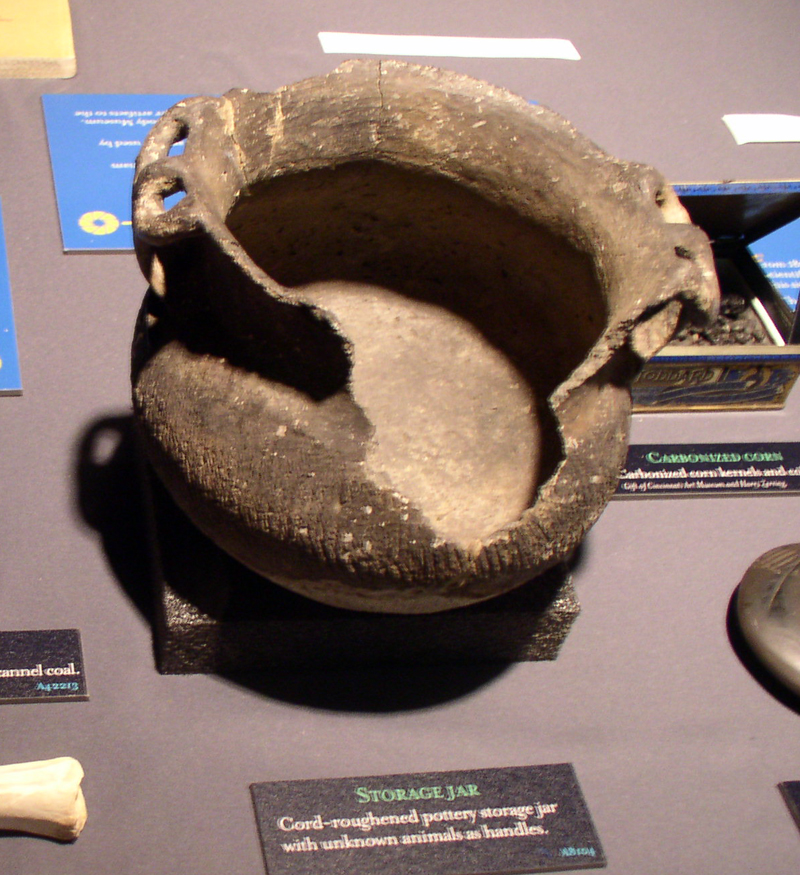
Un pot de stockage avec l'effigie d'un animal inconnu comme poignées.
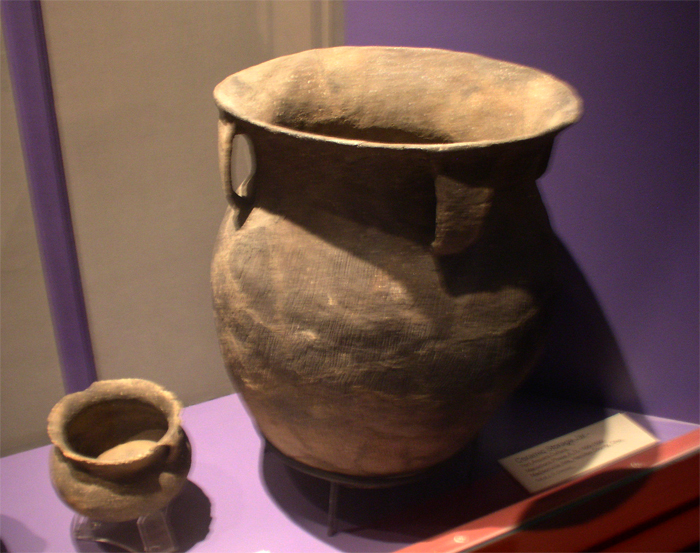
Un grand pot de rangement avec des décorations marquées par un cordon et des anses pour des sangles.

#### Influences mississippiennes
Au cours de la période précoce de Fort Ancient, le sable et la poterie concassée étaient le plus souvent utilisés comme agents de trempe, de la poudre de coquilles de moules broyées étant parfois utilisées. Au fil du temps, les femmes ont de plus en plus choisi des coquilles de moules ou un mélange de coquilles de moules avec d'autres agents comme agent de trempe, une caractéristique souvent associée aux cultures du Mississippien.
Cette nouvelle technologie a été adoptée dans différentes zones de Fort Ancient à des moments différents. Son acceptation est devenue plus répandue dans les villages, se déplaçant au nord et à l'est de la rivière Ohio dans la direction des groupes mississippiens les plus proches au sud-ouest.
Avec le changement de technique, différentes formes de vaisselles et de décorations sont devenues plus répandues; plusieurs d'entre elles sont également fortement associés aux cultures du Mississippien. Les premières vaisselles des Fort Ancients étaient souvent des cruches avec des poignées en crochet.
À l'époque du Fort Ancient intermédiaire, les bols et les assiettes étaient produits en plus grandes quantités et les artisans ajoutaient des anneaux de sangles. Des peintures en négatif (une décoration souvent associée aux sites de la phase « Angel » de la basse vallée de l'Ohio) et des motifs « Ramey Incisés  »(motifs d'élite associés à la culture de Cahokia dans l'Illinois) ont été trouvés sur certains pots. D'autres montrent un mélange de styles différents, par exemple, avec le décor guilloché gravé recouvert de peinture en négatif. Les fouilles archéologiques ont également trouvé des exemples de poterie allochtones de cette période. Fabriquées à partir de sources d'argiles étrangères, les pièces ont des dessins ou des formes atypiques par rapport à la vaisselle locale. Sur le site de Madisonville a été trouvé un pot de tête similaire à ceux produits dans la vallée centrale du Mississippi par les peuples des phases « Parkin » et « Nodena » du Mississippien moyen. Les archéologues suggèrent que le changement des styles de poterie était le résultat d'un contact accru avec les cultures du Mississippien au sud et à l'ouest des peuples de Fort Ancient,.

### Outillages

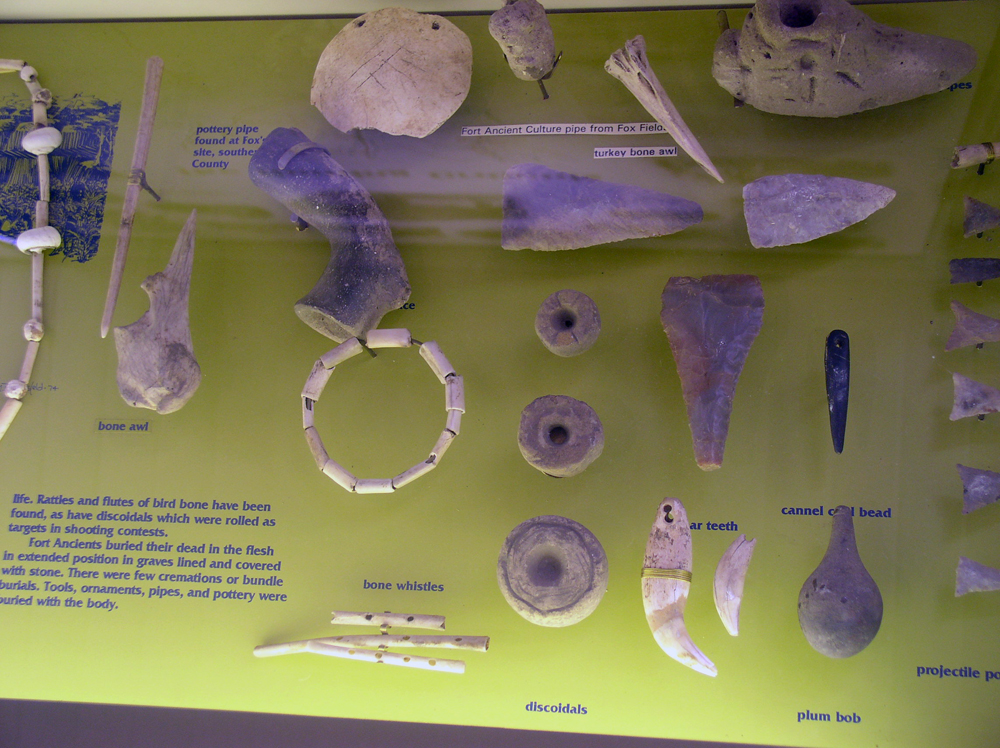
Assortiment d'outils en pierre, en os et en céramique, y compris les disques en pierre utilisés pour le chunkey.

Les peuples de Fort Ancient fabriquaient des outils à partir de divers matériaux, notamment la pierre, les os, la corne, les coquillages et le bois; des outils en pierre ont été trouvés plus fréquemment que ceux d'autres matériaux.
La culture est connue par l'utilisation du silex pour ses petites pointes de flèches triangulaires et ses grands couteaux triangulaires. Ils fabriquaient des houes à partir de coquilles de moules. Ils ont broyé et poli les pierres dans la forme appropriée pour les haches afin d'abattre des arbres.
La plupart des outils en silex étaient fabriqués à partir de variétés de matériaux disponibles localement, ce qui montre que les peuples anciens de Fort Ancient ne ressentaient pas le besoin ou n'avaient pas accès à des variétés de pierres exotiques par les routes commerciales.

### Régime alimentaire
Les Fort Ancients étaient principalement agriculteurs et chasseurs. Leur régime alimentaire était essentiellement composé des produits de base du Nouveau Monde connus sous le nom des « trois sœurs » (maïs, courges et haricots), complétés par la chasse et la pêche dans les forêts et les rivières voisines.
Les espèces de gibier importantes comprenaient l'ours noir, la dinde, le cerf de Virginie et le wapiti. Les archéologues ont trouvé des preuves sur certains sites qui suggèrent que les dindes étaient gardées dans des enclos.
La durée de vie moyenne au cours de cette période a diminué par rapport à celle de leurs ancêtres. Les gens étaient de plus petite taille et moins capables de repousser les maladies infectieuses que les peuples précédents. Les recherches archéologiques de leurs cimetières ont montré que presque tous les peuples de Fort Ancient présentaient une pathologie quelconque, avec une incidence élevée de maladies dentaires et d'arthrite.

## Contemporains et voisins
Les habitants des régions de Fort Ancient étaient entourés d'autres groupes, certains similaires dans leur style de vie et d'autres non. Au nord-est de la Pennsylvanie occidentale actuelle, de l'Ohio oriental et de la Virginie-Occidentale se trouvaient les peuples de la culture Monongahela, qui habitaient la vallée de la rivière Monongahela de 1050 à 1635. Ils avaient un style de vie similaire à celui des Fort Ancients, étaient également des cultivateurs de maïs et vivaient aussi dans des villages palissadés bien aménagés avec des places ovales centrales, villages qui comptaient jusqu'à 50 à 100 structures.

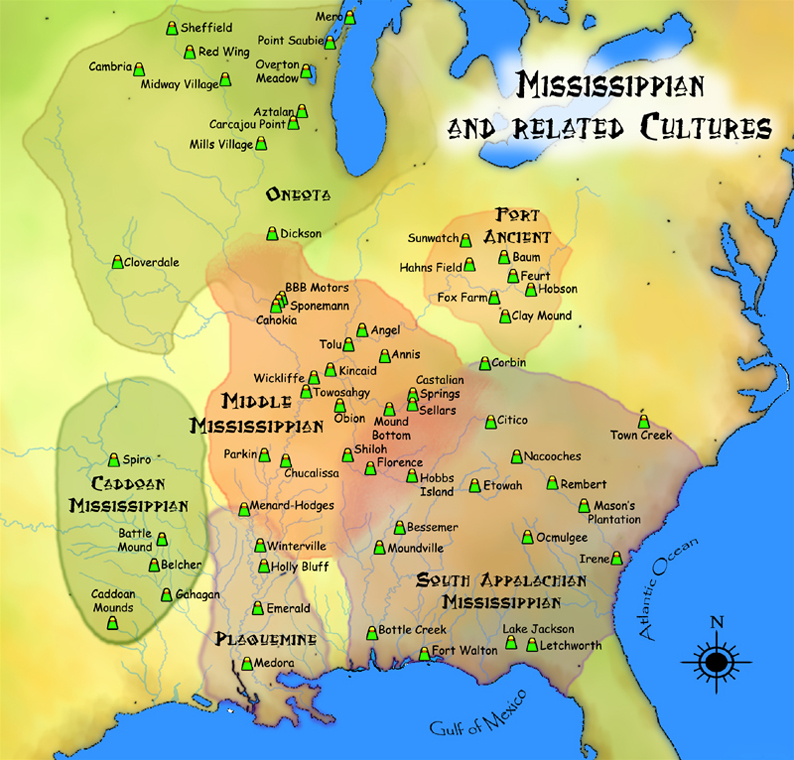
Situations relatives de Fort Ancient, des Mississippiens et des cultures apparentées.

Au nord-ouest de Fort Ancients se trouvaient les peuples de la phase « Oliver » qui vivaient le long des fourches est et ouest de la rivière White dans le centre et le sud de l'Indiana de 1200 à 1450. Leurs villages étaient également circulaires et palissadés. Bien que leurs sites aient commencé leur implantation dans le centre de l'Indiana, au fil des ans, ils se sont répandus vers le sud-est vers les Fort Ancients. Les amérindiens de la phase Oliver faisaient partie de la tradition du bassin occidental qui comprend également la phase « Springwells », la phase « Younge » et les phases « Rivière au Vase » du nord de l'Ohio et de l'Indiana. Selon certains chercheurs, le temps plus froid du petit âge glaciaire a peut-être provoqué des batailles entre groupes pour la nourriture et d'autres ressources. Les cultures n'ont pas aussi bien prospéré pendant cette période plus froide, provoquant des pénuries alimentaires. Certaines études montrent que la culture a commencé à échouer en raison de mauvaises conditions de santé.
Ces groupes, ainsi que d'autres tels que les Oneota, étaient autrefois classés comme cultures du Haut-Mississippien selon l'hypothèse qu'ils étaient soit des peuples du Mississippien pénétrant dans ces régions, soit ils étaient fortement influencés par les peuples du Mississippien dans leur sud et leur est. Aujourd'hui, on pense que ces groupes étaient des développements locaux in situ des peuples de la période sylvicole.
Situé à 95 km sur la rivière Ohio au sud-ouest des entités Fort Ancient le plus à l'ouest, les anciennes colonies étaient les peuples de culture du Mississippien moyen du complexe « Prather ». Ce tronçon de rivière était une zone tampon vide, peut-être pour des raisons sociales ou politiques, bien que cela puisse aussi être dû au rétrécissement de la vallée alluviale entre les chutes de la région de l'Ohio près de Louisville, Kentucky et l'embouchure de la rivière Miami à Cincinnati, qui l'a rendu moins adapté à l'agriculture intensive du maïs pratiquée par les deux sociétés,.

## Symboles
De nombreux artéfacts ont été trouvés associés aux sites Fort Ancient - certains des plus courants étant des urnes funéraires à quatre poignées, des salamandres et des serpents dont le symbolisme fait l'objet de quelques hypothèses.
L'urne : L'urne a peut être un lien avec les croyances religieuses communes aux Siouans. Au moins un artéfact contenant le symbole religieux des Siouans appelé roue médicinale (une croix à l'intérieur d'un cercle) a été trouvé. Le symbole signifiant probablement que toute vie est née du même endroit et retourne à cette source à la fin. Les urnes à quatre poignées peuvent donc être une évocation de ce symbole, plutôt qu'un ustensile d'usage réel et pratique.

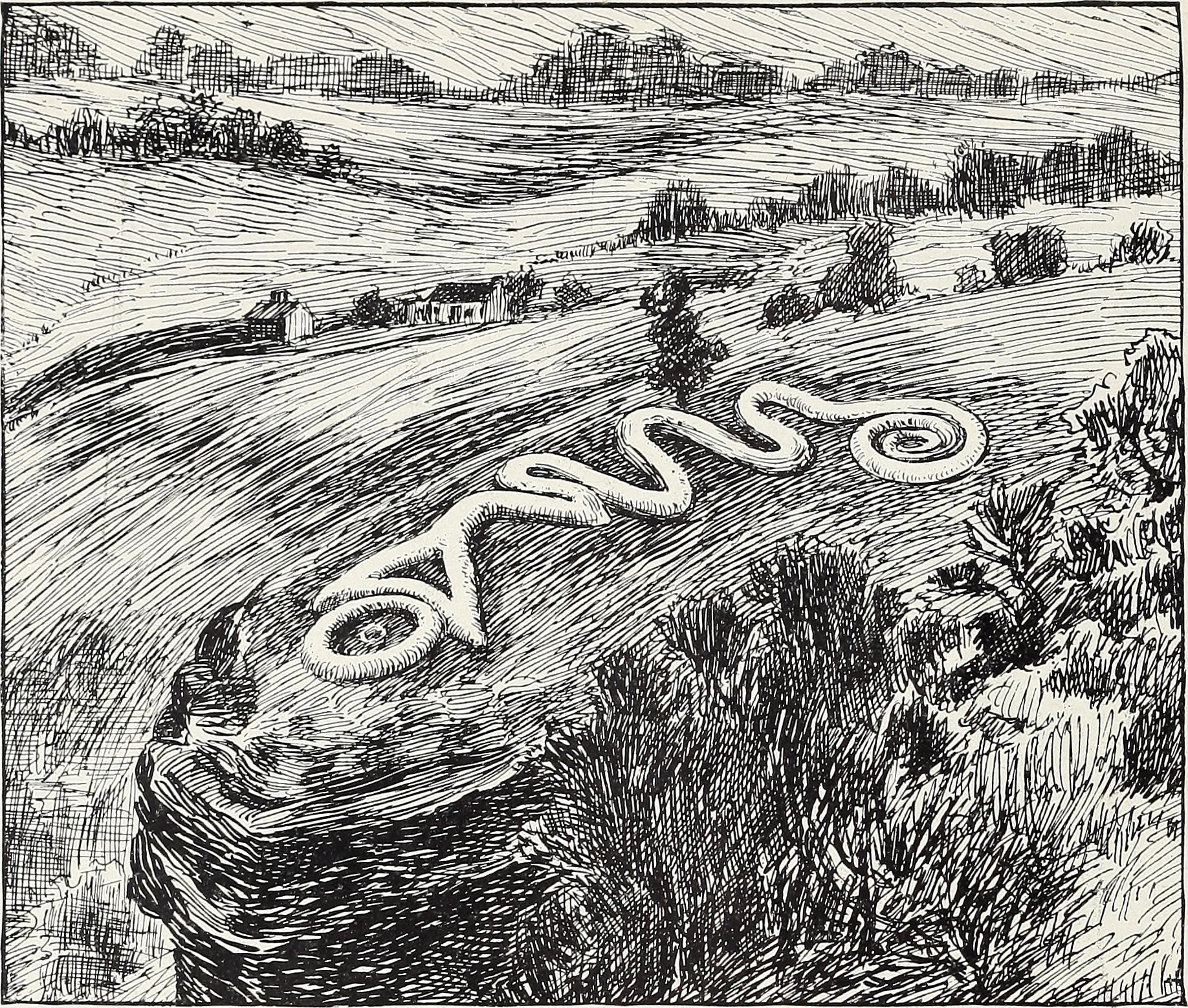
Le tumulus du Grand Serpent - Gravure de 1902 du magazine Harper's News Monthly.

La salamandre : Deux possibilités du motif Salamandre peuvent être explorées. Dans la culture indienne des plaines, les salamandres représentaient les garçons et les tortues représentaient les filles. Chaque mère avait une pochette de médicaments spéciale faite pour l'un ou l'autre de ses enfants, représentant l'enfant et contenant son cordon ombilical, pochette qu'elles portaient tant qu'elle vivait elle et son fils ou sa fille. L'autre possibilité vient des Siouans de l'Est, qui avaient la conviction « que lorsqu'une salamandre crie, quelqu'un mourra bientôt ». Alors peut-être que la salamandre était une sorte de présage de mort pour les Forts Ancients, ou qu'elle avait quelque chose à voir avec la porte entre le monde des vivants et celui des morts.
Le serpent : Le Tumulus du Serpent est un autre exemple de symbolisme. Cette création est spécialement conçue pour rappeler la constellation du Serpent connue de nombreux peuples Siouans. Le reptile est représenté avalant un œuf entier, ce qui symbolise la lutte contre des obstacles écrasants pour le bien du peuple. De plus, certains peuples siouans semblent avoir cru que les étoiles vues la nuit étaient un miroir du monde des esprits lui-même, chacune représentant un ancêtre en paix. Le monticule a peut-être été un endroit spécial pour y enterrer des personnages éminents, l'ancrage de ces personnes sur la terre dans un lieu imitant cette constellation sacrée aurait eu une grande signification pour leurs descendants.